# SC Feignies
SC Feignies is een Franse voetbalclub uit Feignies. De clubkleuren zijn groen met wit. 
Na jaren regionale reeksen promoveerde de club in 2003 naar de CFA2, de vijfde klasse. Twee jaar later volgde promotie naar de CFA maar kon daar het behoud niet verzekeren. In 2016 fuseerde de club met AS Aulnoye en werd zo Entente Feignies Aulnoye FC. 

## Erelijst
- Kampioen CFA 2
  - 2005
- Inter-Régionaal Kampioen
  - 1999
- Kampioen Promotion d'Honneur (Noord)
  - 2001

## Bekende oud-spelers
- Marc Mboua (2006/2007)